# Ondarock
Ondarock est un webzine musical italien, fondé par Claudio Fabretti en février 2001, lauréat du Targa Mei Musicletter 2013 dans la catégorie du meilleur site web. Le magazine est considéré comme l'un des webzines musicaux faisant le plus autorité et est l'un des sites les plus visités de son genre,,,,.

## Histoire

### Origines (1999–2001)
Dès 1999, Claudio Fabretti commence ses recherches personnelles sur la construction de sites web à l'aide de Geobuilder et construit un site personnel afin de rassembler des articles sur la musique écrits pour l'hebdomadaire Avvenimenti,. Ce n'est que plus tard, en février 2001, que le domaine ondarock.it est ouvert, inspiré par le courant musical de la new wave, avec un nom qui « pouvait évoquer à la fois la suggestion de surfer sur le web et une attitude musicale très précise »,. Parmi les premiers articles publiés dans cette première ébauche de webzine figurent des articles sur David Bowie, Neil Young, Led Zeppelin, R.E.M., ainsi que sur un certain nombre de groupes internationaux de rock indépendant moins connus,..

### Expansion (2002–2010)
C'est au début de cette période, lorsque le site web avait encore l'apparence d'un webzine, que les premiers journalistes ont rejoint le site, notamment Paolo Sforza, Mauro Roma, Marco Delsoldato, Mattia Paneroni, Francesco Nunziata et Michele Chiusi. La première nouvelle section du site est le forum Ondarock, principalement édité par Paolo Sforza, avec un graphisme d'abord noir/orange puis bleu clair,.
Au fil du temps, le besoin se fait sentir de séparer les archives historiques des nouvelles sorties de disques, puis des dossiers de groupes/artistes : c'est ainsi que naissent les nouvelles rubriques d'Ondarock telles que Rock e dintorni et Angolo Dark, et pendant une courte période un espace dédié uniquement aux auteurs-compositeurs-interprètes féminins, transformé par la suite en rubrique Songwriter.
Au cours de ces années, la section Cinéma se développe également considérablement, jusqu'à atteindre un volume tel qu'elle devient en 2008 un webzine autonome appelé Ondacinema, auquel Elisa Goolvart et Rocco Castagnoli, décédé peu après dans un accident de voiture, avaient donné une impulsion importante,,.

### Depuis 2011
En 2013, Ondarock reçoit le Targa Mei Musicletter en tant que meilleur site web « pour l'excellente qualité de son contenu et de ses analyses approfondies, allant de la musique indépendante et alternative à la musique grand public. Pour la capacité d'être toujours au courant des nouvelles et des dernières sorties de disques, pour la belle mise en page graphique et, enfin, pour l'excellente navigabilité » le définissant dans la motivation comme « un point de référence sur le web pour les fans de musique populaire ».

## Distinctions
- Targa Mei Musicletter pour le meilleur site web musical[2].